# Capanemia
Capanemia é um género botânico pertencente à família das orquídeas (Orchidaceae). Foi proposto por João Barbosa Rodrigues em Genera et Species Orchidearum Novarum 1: 137, em 1877. A Capanemia micromera Barb.Rodr. é a espécie tipo deste gênero. O nome deste gênero é uma homenagem ao Barão de Capanema. Como é um gênero morfologicamente muito próximo de Quekettia, espécies de um já estiveram atribuídas ao outro.

## Distribuição
Capanemia agrupa cerca de uma dezena de miniaturas epífitas, de crescimento cespitoso, distribuídas pelo sudeste brasileiro, Paraguai, Bolívia e Uruguai, normalmente crescendo em finos ramos musgosos das árvores.

## Descrição
São plantas minúsculas cujo rizoma é curto com pseudobulbos globulares ou ovóides, na base guarnecidos por Baínhas não foliares, portando uma única folha plana e coriácea, ou roliça rígida e carnosa, então sulcada na face de cima. A inflorescência é racemosa, sempre mais curta que as folhas, com flores simultâneas muito pequenas verdes, amareladas ou alvacentas, e brota das Baínhas que parcialmente recobrem os pseudobulbos.
As sépalas e pétalas são livres e variáveis conforme a espécie. O labelo, em regra simples, geralmente mais largo que longo ou então quase romboidal, é totalmente livre da coluna, embora justaposto à sua face ventral em algumas espécies, por vezes carnoso ou com calosidades variáveis no disco, ou prolongado em pequeno calcar  na base. As flores contém duas polínias.

## Espécies
1. Capanemia adelaidae Porto & Brade, Arq. Inst. Biol. Veg. 3: 136 (1937)
2. Capanemia brachycion (Griseb.) Schltr., Repert. Spec. Nov. Regni Veg. 15: 148 (1918)
3. Capanemia carinata Barb.Rodr., Gen. Spec. Orchid. 2: 243 (1882)
4. Capanemia gehrtii Hoehne, Arq. Bot. Estado São Paulo, n.s., f.m., 1: 43 (1939)
5. Capanemia micromera Barb.Rodr., Gen. Spec. Orchid. 1: 138 (1877)
6. Capanemia paranaensis Schltr., Notizbl. Bot. Gart. Berlin-Dahlem 7: 328 (1919)
7. Capanemia pygmaea (Kraenzl.) Schltr., Repert. Spec. Nov. Regni Veg. 15: 148 (1918)
8. Capanemia superflua (Rchb.f.) Garay, Bot. Mus. Leafl. 21: 261 (1967)
9. Capanemia theresae Barb.Rodr., Gen. Spec. Orchid. 2: 244 (1882)